# Screen Snapshots Series 23, No. 1: Hollywood in Uniform
Screen Snapshots Series 23, No. 1: Hollywood in Uniform  ist ein US-amerikanischer Kurzfilm aus dem Jahr 1943. 

## Handlung
Verschiedene Schauspieler werden in ihren Uniformen gezeigt, die sie als Offiziere tragen. Vorgestellt werden unter anderem: Eddie Albert (Geheimdienst der US Army), Desi Arnaz (Regisseur bei der United Service Organizations), Gene Autry (Pilot der United States Army Air Forces), John Carroll (Pilot der United States Army Air Forces), Jackie Cooper (Captain der US Navy), Glenn Ford (US Marine Corps Reserve), Clark Gable (8th Air Force. US-Luftflotte), Van Heflin (Kameramann der First Motion Picture Unit), George Montgomery (United States Army Air Forces), Wayne Morris (Pilot der US Navy), Tyrone Power (Leutnant des US Marine Corps), Ronald Reagan (Leutnant des US Army Officers Reserve Corps of the Cavalry), Robert Stack (Ausbilder bei der US Navy) und James Stewart (Pilot der United States Army Air Forces).

## Auszeichnungen
1944 wurde der Film in der Kategorie Bester Kurzfilm (eine Filmrolle) für den Oscar nominiert.

## Hintergrund
Uraufgeführt wurde der Film am 15. August 1943.